# Гассельквист
Гассельквист (пол. Hasselquist) — польский дворянский род.
Карл-Фридрих де Гассельквист, доктор медицины и бывший советник польского короля Станислава Августа, в 1807 году получил от австрийского императора Франца I, Короля Галиции и Лодомерии, владевшего тогда частью края, составлявшего затем Царство Польское, диплом на дворянство с описанным гербом.

## Описание герба
Щит расчетверенный, с золотою окраиною; в полях накрест красных и голубых, в первом и четвертом, с правой стороны по оленьему рогу, о пяти ветвях, а с левой по буйволовому рогу; во втором же и третьем по три серебряный перевязи влево, из коих средняя между четырех золотых звезд.
В навершии шлема такие же два рога, как в щите. Намет справа красный, а слева голубой, подложенный серебром. Герб Гассельквист внесен в Часть 2 Гербовника дворянских родов Царства Польского, стр. 124